# Volver (album de Benjamin Biolay)
Albums de Benjamin Biolay
Palermo Hollywood
(2016) Grand Prix
(2020)
Singles
1. Roma (amoR)
Sortie : avril 2017
2. ¡Encore Encore! avec Chiara Mastroianni
Sortie : janvier 2018

Volver est le huitième album de Benjamin Biolay sorti le 19 mai 2017 chez Polydor. Il est le second volet de son album précédent Palermo Hollywood.
L'album, n°1 des ventes à sa sortie, est disque d'or,.

## Liste des titres
| No  | Titre                                            | Durée |
| --- | ------------------------------------------------ | ----- |
| 1.  | Volver                                           |       |
| 2.  | ¡Encore Encore! avec Chiara Mastroianni          |       |
| 3.  | Le Nuage                                         |       |
| 4.  | Mala Siempre avec Mala Rodríguez                 |       |
| 5.  | Happy Hour avec Catherine Deneuve                |       |
| 6.  | La Mémoire                                       |       |
| 7.  | Roma (amoR) avec Illya Kuryaki & The Valderramas |       |
| 8.  | Hypertranquille                                  |       |
| 9.  | Ça vole bas avec Sofia Wilhelmi                  |       |
| 10. | Arrivederci                                      |       |
| 11. | Pardonnez-moi avec Miss Bolivia)                 |       |
| 12. | Sur la comète                                    |       |
| 13. | L'Alcool, l'absence                              |       |
| 14. | Avec le temps                                    |       |
| 15. | Hollywood Palermo avec Ambrosia Parsley          |       |

CD Bonus (édition limitée)
| No | Titre        | Durée |
| -- | ------------ | ----- |
| 1. | Villa Crespo |       |